# Distretto di Sar-e Pol
Il distretto di Sar-e Pol è un distretto dell'Afghanistan appartenente alla provincia di Sar-e Pol.